# Paula Fikkert
Johanna Paula Monique Fikkert (Nijverdal, 1965) is hoogleraar taalverwerving en fonologie en decaan aan de Faculteit der Letteren aan de Radboud Universiteit Nijmegen. 
Ze studeerde linguïstiek en Nederlandse taal en letteren aan de Rijksuniversiteit Groningen, maar doctoreerde aan de Leidse universiteit.
Voor haar promotieonderzoek, On the development of prosodic structure (1994), verzamelde ze samen met Claartje Levelt in één jaar zo'n twintigduizend taaluitingen van twaalf kinderen in de leeftijd van 1 tot 3 jaar. Dit uitgebreide corpus (genaamd CLPF) was toen een van de grootste kindertaalverzamelingen ter wereld.
Paula Fikkert bouwde haar wetenschappelijke kennis uit via onder meer het onderzoek in het zogenoemde Babytaallaboratorium van het Nijmeegse Max Planck Instituut. De heel vroege taalontwikkeling, de taalklanken (de zogenaamde fonologische kant van taal) bij zeer jonge kinderen hebben haar aandacht. 
Ze was meermaals gastprofessor (onder meer in Duitsland, Noorwegen en Brazilië) en is lid van verschillende wetenschappelijke verenigingen op het gebied van taal(verwerving). 